# Eliza Dushku
Elizabeth Patricia "Eliza" Dushku (Boston, 30 de dezembro de 1980) é uma atriz estadunidense conhecida por seus papeis principais nas séries Tru Calling e Dollhouse, mas principalmente pela sua personagem recorrente Faith nas séries Buffy the Vampire Slayer e Angel.

## Biografia
Eliza começou com apenas dez anos. Juntamente com o seu irmão, foi a uma audição comercial onde tropeçou nas escadas (e partiu o nariz), tornando-se rapidamente uma drama queen. Foi escolhida ao fim de uma busca de cinco meses nos EUA para o papel da ligação de Alice, no filme That Night. Em 1993, Dushku encenou um papel "como uma pérola" ao lado de Robert De Niro e Leonardo DiCaprio em This Boy's Life, um papel que ela disse ter aberto muitas portas.
No ano seguinte, encarnou o papel de filha adolescente de Arnold Schwarzenegger e Jamie Lee Curtis em True Lies. Teria também o papel de filha de Paul Reiser no filme Bye Bye, Love; de Cindy Johnson com Halle Berry e Jim Belushi em Race The Sun; assim como papéis num filme da televisão e em uma película curta.
Eliza fez depois uma pausa na carreira para terminar os estudos. Ela foi aceita na George Washington and Suffolk Universities, em Boston. Em 2003, ela fez vários papéis: além de voltar a ser a irreverente Faith Lehane em Buffy, estrelou os filmes Wrong Turn, The Kiss e a série de televisão, Tru Calling.
Em 2005, Eliza saiu em um grande período de férias, que começou com o cancelamento de Tru Calling, que só durou duas temporadas. No dia primeiro de outubro de 2005, ela anunciou no Wizard World Boston que faria um filme com Alan Rickman, Danny DeVito, Peter Boyle e Bill Pullman, chamado Nobel Son, além de uma peça na Broadway chamada Dog Sees God.
Em seguida, anunciou em abril de 2006 outro filme, On Broadway, com Amy Poehler, do seriado Saturday Night Live. Em julho, Eliza começou a gravar mais um filme, Sex and Breakfast, com Macaulay Culkin, e dublou a personagem Yumi para o videogame Yakuza. Além disso, ela filmou um novo curta chamado The Last Supper, que satiriza as passagens da Bíblia, e Zoe, com James Van Der Beek, do seriado Dawson's Creek.
Em setembro de 2006, Eliza anunciou que gravaria um novo filme de terror, Open Graves, com Mike Vogel, de O Massacre da Serra Elétrica e Poseidon, na Espanha. As filmagens foram finalizadas em novembro. Em dezembro, Eliza começou a gravar o comentado The Alphabet Killer, de Rob Schmidt, o mesmo diretor de Pânico na Floresta. Trailers para Nobel Son e The Alphabet Killer foram lançados com bastante antecedência.
Em 2009, foi a protagonista do seriado Dollhouse, que durou duas temporadas.
Em janeiro de 2018, a atriz declarou, numa carta pública, que, enquanto filmava True Lies, em 1994, foi abusada sexualmente pelo coordenador de dublês do filme, Joel Kramer. Segundo o relato detalhado de Dushku, o dublê, que tinha 36 anos na época, a envolveu metodicamente para levá-la a um quarto de hotel, onde o abuso aconteceu. Mais tarde, ele a levou para casa em um táxi, segurando-a no colo, no banco de trás, durante o trajeto. Quando contou o evento a uma colega de filmagem, sofreu um acidente que causou uma fratura de costela. Ela acredita que esse acidente no set teria sido facilitado por Kramer, que era responsável pela segurança da então jovem atriz. Dushku concluiu a sua carta dizendo que se sentiu encorajada a participar da recente onda de denúncias de assédio sexual em Hollywood porque viu o seu agressor abraçando uma menina numa foto, semanas antes.

## Filmografia

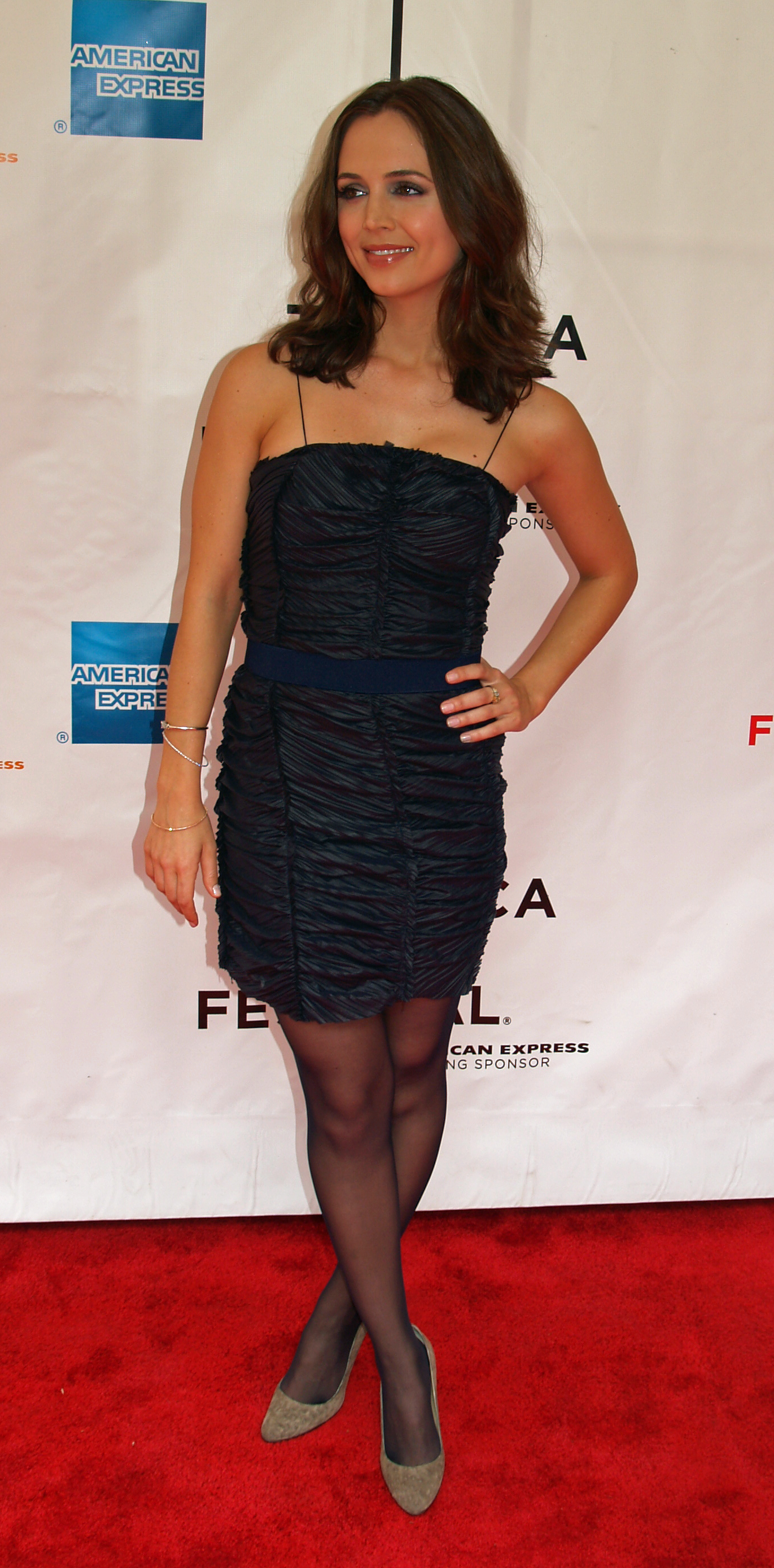
Eliza Dushku em 28 de abril de 2007.

| Ano       | Título                            | Papel              |
| --------- | --------------------------------- | ------------------ |
| 2013      | Hulk and the Agents of S.M.A.S.H. | She-Hulk           |
| 2011      | White Collar                      | Raquel             |
| 2011      | Fight Night Champion (VG)         | Meagan McQueen     |
| 2010      | The Big Bang Theory               | Agente Page        |
| 2009      | Dollhouse                         | Echo/Caroline      |
| 2009      | Open Graves                       | Erica Vargas       |
| 2007      | The Alphabet Killer               | Megan Paige        |
| 2007      | Sex and Breakfast                 | Renee              |
| 2007      | On Broadway                       | Lena Wilson        |
| 2007      | Nobel Son                         | Sharon "City" Hall |
| 2006      | The Last Supper                   | Waitress           |
| 2006      | Yakuza (VG)                       | Yumi               |
| 2003-2005 | Tru Calling                       | Tru Davies         |
| 2003      | The Kiss                          | Megan              |
| 2003      | Wrong Turn                        | Jessie Burlingame  |
| 2002      | City by the Sea                   | Gina               |
| 2002      | The New Guy                       | Danielle           |
| 2001      | Soul Survivors                    | Annabel            |
| 2001      | Jay and Silent Bob Strike Back    | Sissy              |
| 2000      | Bring It On                       | Missy Pantone      |
| 2000-2003 | Angel                             | Faith Lehane       |
| 1999      | Switch (Série)                    | Nina Lector        |
| 1998-2003 | Buffy the Vampire Slayer          | Faith Lehane       |
| 1996      | Race the Sun                      | Cindy Johnson      |
| 1995      | Journey                           | Cat                |
| 1995      | Bye Bye, Love                     | Emma Carlson       |
| 1994      | True Lies                         | Dana Tasker        |
| 1994      | Fishing with George               |                    |
| 1993      | This Boy's Life                   | Pearl              |
| 1992      | That Night                        | Alice Bloom        |